# NGC 6464
NGC 6464 is een spiraalvormig sterrenstelsel in het sterrenbeeld Draak. Het hemelobject werd op 18 september 1884 ontdekt door de Amerikaanse astronoom Lewis A. Swift.

## Synoniemen
- MCG 10-25-87
- ZWG 300.65
- KAZ 160
- KUG 1745+609
- IRAS 17452+6054
- PGC 60818